# サーストン郡 (ワシントン州)
サーストン郡（英: Thurston County）は、アメリカ合衆国ワシントン州の西部にある郡である。人口は29万4793人（2020年）。郡庁所在地はワシントン州の州都でもあるオリンピアであり、郡内では人口最大の都市である。郡名はオレゴン準州時代にアメリカ合衆国議会に最初に派遣した代議員サミュエル・R・サーストンに因んで名付けられた。
サーストン郡は1852年1月12日にオレゴン準州議会によりルイス郡から分離して創設された。当時はピュージェット湾やオリンピック半島の地域全てを包含していた。同年12月22日、サーストン郡の領域からピアース郡、キング郡、アイランド郡およびジェファーソン郡が分離して創設された。

## 地理
アメリカ合衆国国勢調査局に拠れば、郡域全面積は774平方マイル (2,004km2)であり、このうち陸地は727平方マイル (1,883 km2)、水域は47平方マイル (121 km2)で水域率は6.03%である。
大きな水域としてはブラック川、バッド・デシューツ、シェヘイリス川、エルド入江、ヘンダーソン入江、ニスクァリー川、スクークムチャック川、トッテン入江およびウェストキャピトル森林がある。

### 特徴的な地形
| - アルダー湖 - ボールドヒル湖 - バーンズ湖 - バス湖 - ビゲロー湖 - ブラック湖 - ブラック川 - バッド入江 - キャピトル湖 - キャピトル峰 - キャピトル州立の森 - チェンバーズ湖 - シェヘイリス川 - クリア湖 - クーパーズ洞穴 - ディープ湖 - デシューツ川 | - エルボー湖 - エルド入江 - フィフティーン湖 - ゲールケ湖 - グラス湖 - ヘンダーソン入江 - ヒューイット湖 - ヒックス湖 - ローレンス湖 - バッド/デシューツ流域19盆地の一つ - ロイス湖 - ロング湖 - マッキントッシュ湖 - ミママウンズ - マン湖 - ニスクァリー川 - オファット湖 - パターソン湖 | - ピュージェット湾 - レイチェル湖 - セントクレア湖 - スコット湖 - シモンズ湖 - スクークムチャック川 - スミス湖 - サウスウィック湖 - スプリンガー湖 - サミット湖 - スーザン湖 - トッテン入江 - トレイルズエンド湖 - トロスパー湖 - ウォード湖 |

### 主要高規格道路

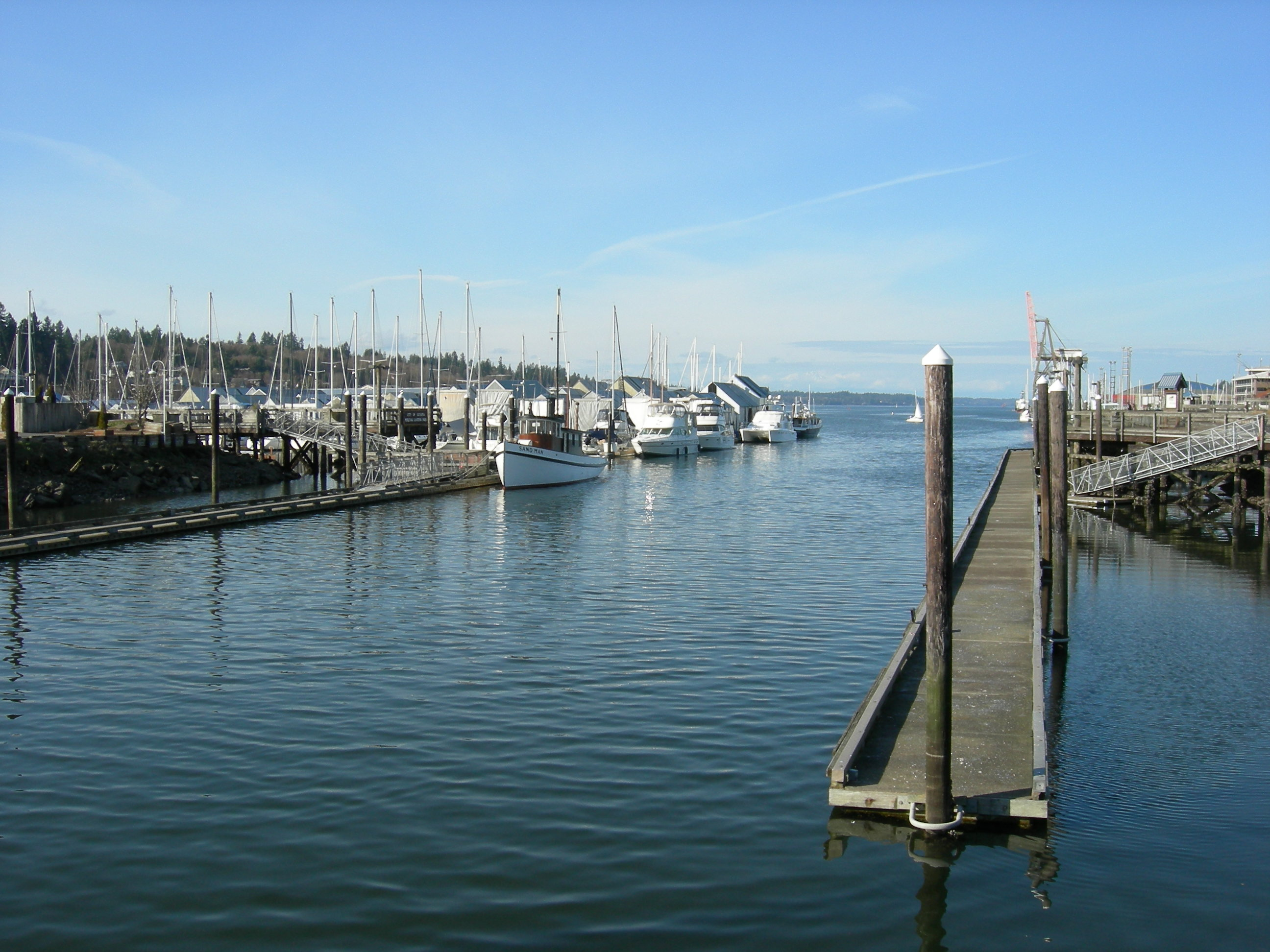
バッド入江

- 州間高速道路5号線
- アメリカ国道12号線
- アメリカ国道101号線
- ワシントン州道507号線
- ワシントン州道510号線

### 隣接する郡
- ピアース郡 - 北東
- ルイス郡 - 南
- グレイズハーバー郡 - 西
- メイソン郡 - 北、北西

### 国立保護地域
- ニスクァリー国立野生生物保護区（部分）
- スノクァルミー国立の森（部分）

## 人口動態
以下は2000年国勢調査による人口統計データである。
| 基礎データ - 人口: 207,355人 - 世帯数: 81,625 世帯 - 家族数: 54,933 家族 - 人口密度: 110人/km2（285人/mi2） - 住居数: 86,652軒 - 住居密度: 46軒/km2（119/mi2） 人種別人口構成 - 白人: 85.66% - アフリカン・アメリカン: 2.35%% - ネイティブ・アメリカン: 1.52% - アジア人: 4.41% - 太平洋諸島系: 0.52% - その他の人種: 1.69% - 混血: 3.85% - ヒスパニック・ラテン系: 4.53% 先祖による構成 - ドイツ系：17.1% - イギリス系：10.2% - アイルランド系：9.8% - アメリカ人：6.9% - ノルウェー系：5.5% 年齢別人口構成 - 18歳未満: 25.3% - 18-24歳: 9.3% - 25-44歳: 29.3% - 45-64歳: 24.6% - 65歳以上: 11.4% - 年齢の中央値: 36歳 - 性比（女性100人あたり男性の人口） - 総人口: 96.0 - 18歳以上: 92.7 | 世帯と家族（対世帯数） - 18歳未満の子供がいる: 33.0% - 結婚・同居している夫婦: 53.1% - 未婚・離婚・死別女性が世帯主: 10.3% - 非家族世帯: 32.7% - 単身世帯: 25.1% - 65歳以上の老人1人暮らし: 8.0% - 平均構成人数 - 世帯: 2.50人 - 家族: 2.99人 収入と家計 - 収入の中央値 - 世帯: 46,975米ドル - 家族: 55,027米ドル - 性別 - 男性: 40,521米ドル - 女性: 30,368米ドル - 人口1人あたり収入: 22,415米ドル - 貧困線以下 - 対人口: 8.8% - 対家族数: 5.8% - 18歳未満: 9.8% - 65歳以上: 5.0% |

## 都市と町

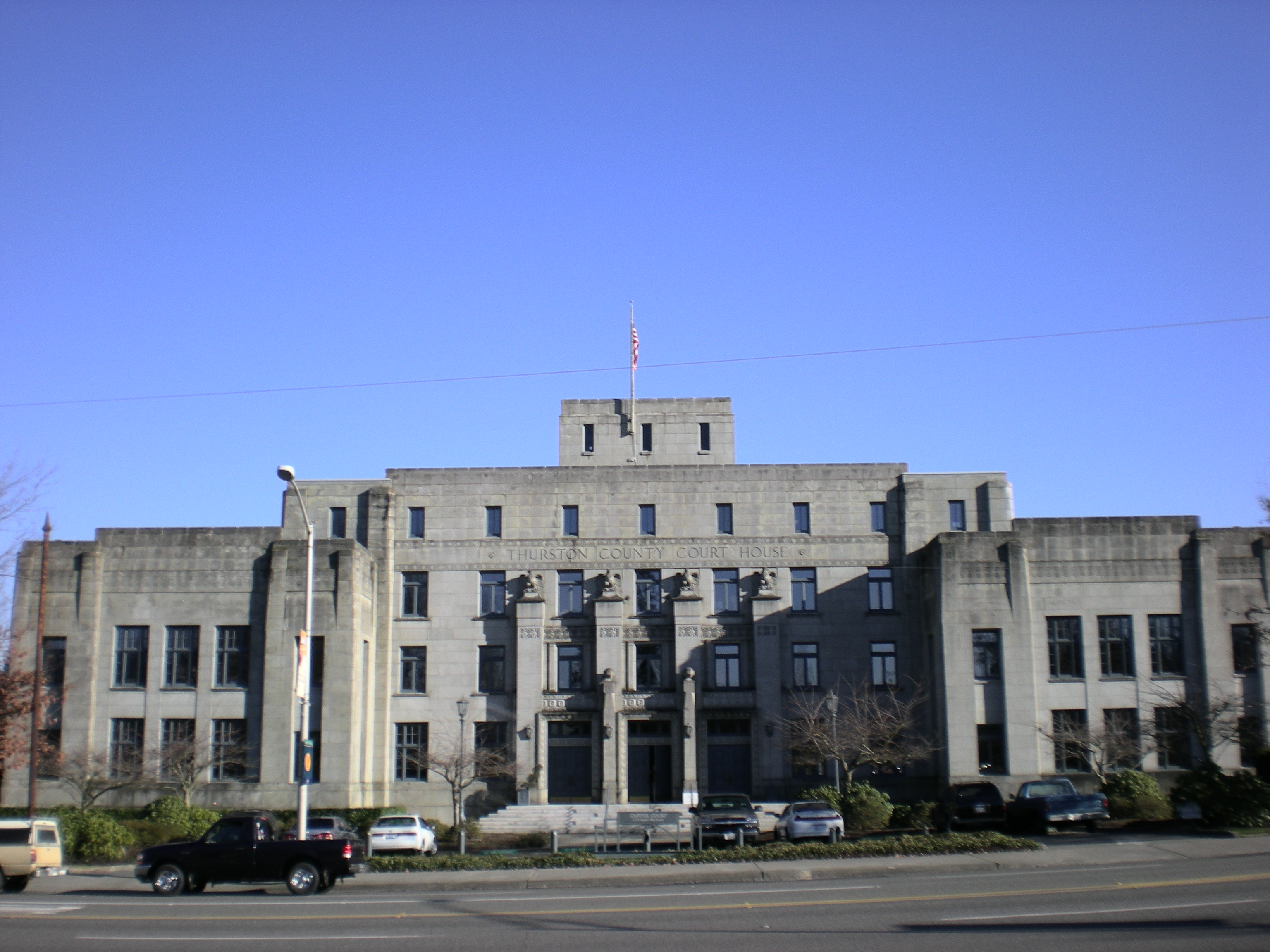
オリンピアにあるサーストン郡庁舎

| - オリンピア - 州都、郡庁所在地 - レイシー - タムウォーター - ブコーダ - グランドマウンド - ニスクァリー・インディアン・コミュニティ | - ノースイェルム - レーニア - ロチェスター - タングルワイルド・トンプソンプレース - テニノ - イェルム |

## その他の町
| - ボストンハーバー - ドリフトウッド - イーストオリンピア - ファイブコーナーズ - グリフィン - インディアンサマー - ケリーズコーナー - レイクローレンス - リトルロック - メイタウン | - マッシュルームコーナー - オファットレイク - セントクレア - シュナイダーズプレイリー - サウスベイ - サウスサウンド - スティームボートアイランド - ユニオンミルズ - ベイル |

## ゴーストタウン
- トーノ

## 教育学区
サーストン郡にある教育学区は以下の通りである。
| - 北サーストン - オリンピア - レーニア - ロチェスター | - テニノ - タムウォーター - イェルム - グリフィン |

## メディア
2001年以降「ウィークリー・ボルケーノ」誌がサーストンの娯楽を報道している。